# Andreas Langer
Andreas Langer (ur. 13 października 1956 w Mildenau) – niemiecki narciarz klasyczny reprezentujący NRD, specjalista kombinacji norweskiej, zawodnik klubu SC Traktor Oberwiesenthal.

## Kariera
W Pucharze Świata Andreas Langer zadebiutował 17 grudnia 1983 roku w Seefeld, zajmując 9. miejsce w zawodach metodą Gundersena. Tym samym w swoim debiucie od razu zdobył pierwsze pucharowe punkty. Kilkanaście dni później po raz pierwszy i zarazem ostatni w karierze stanął na podium zawodów pucharowych, zwyciężając 29 grudnia 1984 roku w Oberwiesenthal. W klasyfikacji generalnej sezonu 1983/1984 zajął ostatecznie 12. pozycję.
W 1978 roku wystąpił na Mistrzostwach Świata w Lahti, gdzie w zawodach indywidualnych zajął czwarte miejsce, przegrywając walkę o brązowy medal ze swym rodakiem Ulrichem Wehlingiem. Na Igrzyskach Olimpijskich w Sarajewie 1984 roku był indywidualnie szesnasty. Po tych igrzyskach zakończył karierę.

## Osiągnięcia

### Igrzyska Olimpijskie
| Miejsce | Dzień     | Rok  | Miejscowość | Konkurencja          | Wynik zwycięzcy | Strata      | Zwycięzca    |
| ------- | --------- | ---- | ----------- | -------------------- | --------------- | ----------- | ------------ |
| 13.     | 12 lutego | 1984 | Sarajewo    | Gundersen K-90/15 km | 422.595 pkt     | -34.430 pkt | Tom Sandberg |

### Mistrzostwa świata
| Miejsce | Dzień     | Rok  | Miejscowość | Konkurencja   | Wynik zwycięzcy | Strata    | Zwycięzca      |
| ------- | --------- | ---- | ----------- | ------------- | --------------- | --------- | -------------- |
| 4.      | 19 lutego | 1978 | Lahti       | Indywidualnie | 435.24 pkt      | -4.41 pkt | Konrad Winkler |

### Puchar Świata

#### Miejsca w klasyfikacji generalnej
- sezon 1983/1984: 12.

#### Miejsca na podium chronologicznie
| Nr | Data            | Miejscowość    | Konkurencja         | Wynik zwycięzcy | Pozycja | Strata | Zwycięzca |
| -- | --------------- | -------------- | ------------------- | --------------- | ------- | ------ | --------- |
| 1. | 29 grudnia 1983 | Oberwiesenthal | Gundersen K90/15 km | ?               | 1.      | -      | -         |